# Tatarka (obwód kurski)
Tatarka (ros. Татарка) – osiedle w Rosji, w obwodzie kurskim, w rejonie dmitrijewskim. W 2010 liczyło 202 mieszkańców.